# Kalijev nitrat
Kalijev nitrat (KNO3) je sol dušikove (V) kisline (HNO3) . Znan je pod imenom navadni soliter, v uporabi pa je bilo tudi ime angleška sol. Uporablja se kot oksidant (črni smodnik), umetno gnojilo (rastlinam priskrbi potrebni dušik), prehranski aditiv E252 in tudi pri izdelavi pirotehničnih sredstev in vojaških eksplozivov.
Uporabljajo ga pri izdelavi dimnih bomb (kot oksidant), za "gorivo" pa uporabljajo sladkor (saharoza).
Angleška sol oz. soliter naj bi bila tudi prepovedani tovor slovenskega knjižnega junaka Martina Krpana. Odlomek iz knjige Martin Krpan z Vrha: V Notranjem stoji vas, Vrh po imenu. V tej vasici je živel v starih časih Krpan, močan in silen človek. Bil je neki tolik, da ga ni kmalu takega. Dela mu ni bilo mar; ampak nosil je od morja na svoji kobilici angleško sol, kar je bilo pa že tistikrat ostro prepovedano.

## Zgodovina pridobivanja

### Pridobivanje iz mineralnih virov
Eden prvih celotnih opisov čiščenja je bil opisan že leta 1270. Postopek je opisal kemik in inženir Hasan al-Rammah iz Sirije v svoji knjigi "Knjiga vojaškega konjarstva in domiselnih vojnih naprav". V svoji knjigi opiše proces čiščenja kalijevega minerala s kuhanjem v majhni količini vode in uporabo vroče raztopine. Raztopino zmešamo s kalijevim karbonatom v obliki pepela, da odstranimo kalcij in magnezij, in tako pridobimo čisti kalijev nitrat. To snov so potem uporabljali za izdelavo smodnika in eksplozivnih naprav.

### Pridobivanje iz jam
Pomembni vir kalijevega nitrata so bili depoziti netopirskega guana na jamskih stenah. Postopek pridobivanja je tak, da potopimo guano v vodo za en dan, zmes filtriramo in iz te pridobimo kristale. Tradicionalno so tak način uporabljali v mestu Laos za pridobivanje smodnika za Bang Fai rakete.

### Francoska metoda
Niter-postelje so pripravljene z mešanjem gnoja in lesnega pepela skupaj z organskim materialom, kot je slama v kopice velike 1,5m x 2m x 5m. Kopico so po navadi pokrili, da so jo zaščitili pred dežjem, vlažili pa so jo z urinom, da so pospešili razgradnjo. Po približno enem letu so jo sprali z vodo, da so odstranili v vodi topen kalcijev nitrat, ki so ga filtrirali skozi pepeliko. Tako so pridobili kalijev nitrat. 

### Švicarska metoda
Je podobna francoski metodi, pri čemer pri mešanju ne uporabljajo gnoj, ampak samo urin. Urin zbirajo tako, da se zemlja pod hlevom, kamor se steka urin, skoplje in ocedi, nato pa se filtrira skozi pepeliko, kot je opisano zgoraj.

## Zgodovina uporabe
Kalijev nitrat je v 19.stoletju služil kot oksidant pri proizvodnji smodnika. Vendar so po letu 1889, za potrebe malega orožja in težkega topništva, začeli uporabljati Cordit. To je brezdimni prašek, ki ga pridobijo iz mineralnih nitratov (kalijev nitrat, natrijev nitrat), pri proizvodnji pa potrebujejo velike količine dušikove kisline. Tako kot vsa nitratna eksploziva, tudi te snovi pri vžigu izločajo veliko količino kisika in dušika ter s tem kinetično energijo za izstrelitev naboja.
Eksplozivi iz kalijevega nitrata se ponavadi uporabljajo pri rudarstvu trdih kamnin.

## Proizvodnja
Kalijev nitrat lahko pridobimo z reakcijo med amonijevim nitratom in kalijevim hidroksidom.
NH4NO3 (aq) + KOH (aq) → NH3 (g) + KNO3 (aq) + H2O (l)
Alternativni vir proizvodnje kalijevega nitrata brez amonijaka kot stranskega produkta je reakcija med amonijevim nitratom in kalijevim kloridom, ki ga lahko pridobimo kot breznatrijski nadomestek soli.
NH4NO3 (aq) + KCl (aq) → NH4Cl (aq) + KNO3 (aq)
Kalijev nitrat pridobivajo tudi z nevtralizacijo dušikove kisline s kalijevim hidroksidom. Ta reakcija je zelo eksotermna.
KOH (aq) + HNO3 → KNO3 (aq) + H2O (l)
V industriji pa ga proizvajajo z dvojno reakcijo razpada med natrijevim nitratom in kalijevim kloridom.
NaNO3 (aq) + KCl (aq) → NaCl (aq) + KNO3 (aq)

## Gnojila
Kalijev nitrat se uporablja predvsem v gnojilih, kot vir dušika in kalija, ki sta dve najpomembnejši hranili za rastline. Kadar se uporablja samostojno, ima N(dušik)P(fosfor)K(kalij) vrednost 13-0-44.

## Oksidator
Kalijev nitrat je odlično oksidacijsko sredstvo, ki pri gorenju plamen vijolično obarva. Je sestavni del črnega smodnika, skupaj z ogljem v prahu in žveplom.